# Ernest Esprit Jean Chevalier
Pour les articles homonymes, voir Chevalier.
Ernest Esprit Jean Chevalier né le 20 mars 1862 à La Rochelle et mort le 3 novembre 1917 à Saint-Germain-en-Laye est un peintre français.

## Biographie
Ernest Esprit Jean Chevalier est le fils d'Esprit Numa Chevalier, marchand de nouveautés, et de Céline Emilie Foulon.
Le 12 avril 1898, il épouse à la mairie de Paris (8e) Marthe Marie Cécile Renet.
Il est l'élève d'Henri Gervex, Ferdinand Humbert et Alfred Roll aux Beaux-Arts de Paris. 
Il est nommé en 1908 peintre officiel de la Marine.
Il meurt le 3 novembre 1917 à Saint-Germain-en-Laye.

## Distinction
- Chevalier de la Légion d'honneur en 1913[5].